# Den vita väggen
Den vita väggen är en svensk dramafilm från 1975 med regi och manus av Stig Björkman. I rollerna ses bland andra Harriet Andersson, Lena Nyman och Sven Wollter.

## Om filmen
Inspelningen ägde rum i Stockholm mellan den 18 februari och 17 mars 1974 med Bengt Forslund som producent och Petter Davidson som fotograf. Filmen klipptes av Björkman och Margit Nordqvist och premiärvisades den 24 mars 1975 på biografen Grand i Stockholm tillsammans med filmen Fem dagar i Falköping under titeln Två kvinnor.
Filmen blev populär framförallt utomlands. Andersson tilldelades två priser för sin rollprestation, ett vid en filmfestival i Moskva och ett vid S:t Thomas filmfestival.

## Handling
Filmen skildrar en dag i den frånskilda hemmafrun Monikas liv.

## Rollista
- Harriet Andersson	– Monika Larsson
- Lena Nyman – Berit
- Sven Wollter – Kjell Larsson, Monikas före detta man
- Tomas Pontén – Arne Blomgren
- Rolf Larsson – Göran Engström, "Rolf"
- Palle Granditsky – Bengtsson, direktör
- Theodor Kallifatides – Giorgos, mannen på fiket
- Martin Jonsson – Patrik Larsson, Monikas och Kjells son
- Olle Björling – bilförsäljaren
- Leif Ahrle – historieberättaren på dansstället
- Josefin Hodén	– Mona, den lilla flickan
- Gösta Bredefeldt – Monas pappa
- Tina Hedström – Monas mamma
- Carl Carlswärd – bilmekaniker
- Johan Holmér – historieberättarens kompis
- Björn Krestesen – historieberättarens kompis
- Per Norling –historieberättarens kompis
- Tage Severin – tangokavaljer
- Susanne Bergström – den döva kvinnan på fiket
- Per-Olof Kanbjer – den döve mannen på fiket
- Per Salldal – man på träningsinstitutet
- Conny Elmquist – man på träningsinstitutet
- Annette Kullenberg – receptionisten hos direktör Bengtsson
- Åke Wästersjö – berusad äldre man
- Agneta Carlzon – expediten på PUB:s klädavdelning
- Harald Stjerne – bilmekaniker
- Sten Lundblad	– Monikas danskavaljer

### Fotnoter
1. 1 2 3 4  ”Den vita väggen”. Svensk Filmdatabas. http://sfi.se/sv/svensk-filmdatabas/Item/?itemid=4949&type=MOVIE&iv=Basic&ref=/templates/SwedishFilmSearchResult.aspx?id%3d1225%26epslanguage%3dsv%26searchword%3dden+vita+v%C3%A4ggen%26type%3dMovieTitle%26match%3dBegin%26page%3d1%26prom%3dFalse. Läst 30 april 2013.